# Lythrypnus gilberti
Lythrypnus gilberti är en fiskart som först beskrevs av Heller och Snodgrass, 1903.  Lythrypnus gilberti ingår i släktet Lythrypnus och familjen smörbultsfiskar. IUCN kategoriserar arten globalt som sårbar. Inga underarter finns listade i Catalogue of Life.